# 二代越後守包貞
二代 越後守包貞（にだい えちごのかみかねさた）は江戸時代の摂津国の刀工。後守包貞二代目。
初代越後守包貞の門人。寛文9年（1669年）頃に初代が没した際、初代の子・岩松が幼少だったため代わりに包貞を名乗る。延宝8年（1680年）頃、包貞銘を岩松に譲り自らは坂倉言之進照包と改銘。濤乱刃、又はその中間的特徴のある矢筈がかった大互目乱刃を得意とする大阪新刀の代表的な名工。上々作。大業物。助廣写しの直刃も存在する。
三代越後守包貞である岩松の作刀もごく僅かながら確認されているが、字体に明らかな違いがあり容易に見抜くことが可能である。